# Amber Holt
Amber Shirell Holt (Norcross, 7 giugno 1985) è una cestista statunitense, professionista nella WNBA.

## Carriera
È stata selezionata dalle Connecticut Sun al primo giro del Draft WNBA 2008 (9ª scelta assoluta).

## Palmarès
- WNBA All-Rookie First Team (2008)